# Ray White
Ray White je americký soulový, rock and rollový a bluesový zpěvák a kytarista, nejvíce známý pro svoji spolupráci s Frankem Zappou, se kterým nahrál alba Zappa in New York (1978) a You Are What You Is (1981). V létě 2007 se připojil k Zappa Plays Zappa.